# Assefa Mezgebu
Assefa Mezgebu, född den 19 juni 1978, är en etiopisk före detta friidrottare som tävlade i medel- och långdistanslöpning.
Mezgebu deltog vid VM 1995 i Göteborg där han slutade på 14:e plats på 10 000 meter. Två år senare vid VM 1997 i Aten förbättrade han sig till sjätte plats. Ännu bättre gick det vid VM 1999 i Sevilla där han slutade på tredje plats. 
Han deltog även vid Olympiska sommarspelen 2000 där han blev bronsmedaljör på 10 000 meter. Hans sista mästerskap blev VM 2001 där han blev silvermedaljör slagen endast av Kenyas Charles Kamathi.